# Dãy núi Admiralty
Dãy núi Admiralty (tức dãy núi Hải Quân) là một cụm các ngọn núi cao cũng như các rặng núi được đặt tên riêng ở phía Đông Bắc vùng đất Victoria, Nam Cực. Cụm núi này được bao bọc bởi biển Ross, Nam Đại Dương và các sông băng Dennistoun, Ebbe và Tucker. Nó được phát hiện vào tháng 1 năm 1841 bởi Thuyền trưởng James Clark Ross. Ông sau đó đã đặt tên các ngọn theo tên các Ủy viên của Hải quân Hoàng gia Anh.